# Kamienica Czyncielów w Krakowie
Kamienica Czyncielów (Kamienica Czynciela, Czyncielówka) – kamienica znajdująca się w Krakowie, w dzielnicy I przy Rynku Głównym 4, na rogu z pl. Mariackim 9, na Starym Mieście.
Na miejscu obecnej kamienicy stała starsza budowla zwana "Kamienicą Delpacowską", "Barszczowe" lub "Na Barszczowem". Pierwszy budynek wzniesiono po 1313 roku. W XV wieku powiększono go do rozmiarów typowej kamienicy krakowskiej. W XVI wieku lub na początku XVII przeprowadzoną modernizację, powstało wtedy drugie piętro oraz klatka schodowa. 
Na przełomie XV i XVI wieku kamienica stanowiła własność rodu Salomonów, w latach 1519–1540 należała do Stanisława Czipsera – bogatego kupca i kuśnierza, a następnie do jego spadkobierców. Od roku 1584 należała do rodziny Delpacych (Del Pace). Jeden z członków tej rodziny – Franciszek – prowadził tam księgarnię (druga i trzecia ćwierć XVII wieku). W roku 1683 kamienica przeszła na własność Kamila Gierardyniego – kupca korzennego, a w drugiej połowie XVIII wieku i pierwszej ćwierci XIX należała do rodu Bartschów (m.in. do Józefa Bartscha – prezydenta Krakowa). Od nazwiska rodu pochodzi nazwa Barszczowie, która odnosiła się do trzech kamienic będących własnością rodziny (poza nr 4 także nr 5 oraz dom przy ulicy Siennej 4). W połowie XVIII wieku budynek zmodernizowano i rozbudowano, dodano rokokowe dekoracje, a fasadę zwieńczono tympanonem przedstawiającym Trójcę Świętą. Mieściła się tam winiarnia, znana z dyskusji politycznych toczonych w czasach Sejmu Czteroletniego. 
W roku 1820 przeprowadzono klasycystyczną modernizację kamienicy. Trzy lata później budynek stał się własnością Wohlmanów, następnie Girtlerów, Warattich i Cymblerów. W pierwszej ćwierci XIX wieku mieściła się tam księgarnia Franciszka Kocha, od 1850 sklep galanteryjny Józefa Czynciela. 
W latach 1898–1901 w kamienicy wynajmował pokój Stanisław Wyspiański. Na przełomie 1900 i 1901 roku napisał tu Wesele. Informuje o tym tablica pamiątkowa na fasadzie budynku.
Starą kamienicę wyburzono w roku 1906 a niektóre zabytkowe detale przeniesiono do muzeów (np. XVIII-wieczną kratę do Domu Jana Matejki). 
W latach 1907–1908 wzniesiono nowy budynek dla Celestyna Czynciela, według projektu Rajmunda Meusa (konstrukcja) i Ludwika Wojtyczki (elewacje). Utrzymana jest w stylu secesyjnym, fasady dekorowane są motywami ludowymi, jest też motyw kaduceusza – atrybutu Merkurego – boga handlu. 
W kamienicy tej mieścił się jeden z pierwszych nowoczesnych domów handlowych w Krakowie. Do 1939 roku na parterze znajdował się magazyn Bilewskich, a na pierwszym piętrze – salon konfekcji damskiej Leona Grabowskiego.
W 2001 roku, podczas prac konserwatorskich przywrócono część dekoracji, która uległa zniszczeniu w latach 50. XX wieku.
Aktualnie w kamienicy znajduje się, otwarta w 2008 roku, jedna z czterech w Polsce restauracji Hard Rock Cafe.
17 października 1984 kamienica została wpisana do rejestru zabytków. Znajduje się także w gminnej ewidencji zabytków.

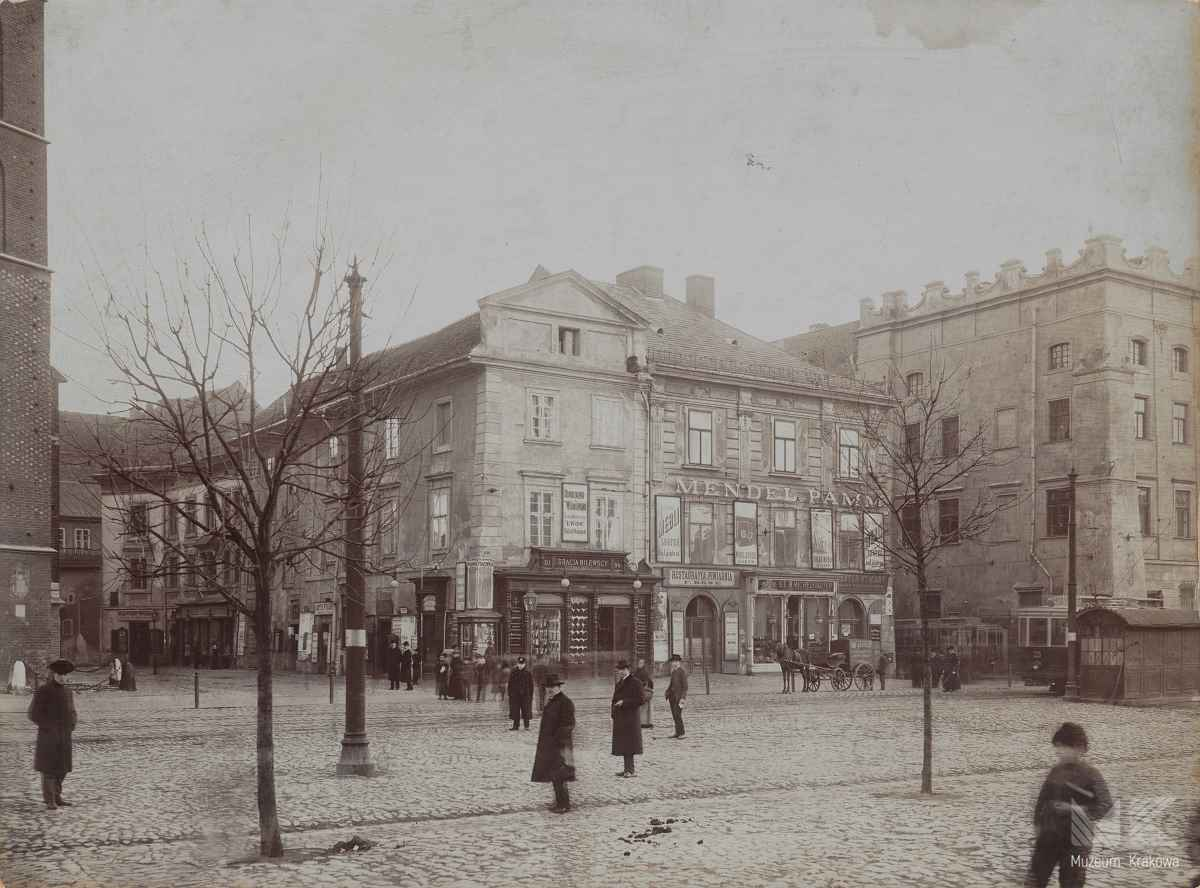
Kamienica Na Barszczowem przed wyburzeniem w 1906 roku. W niej pokój wynajmował Wyspiański
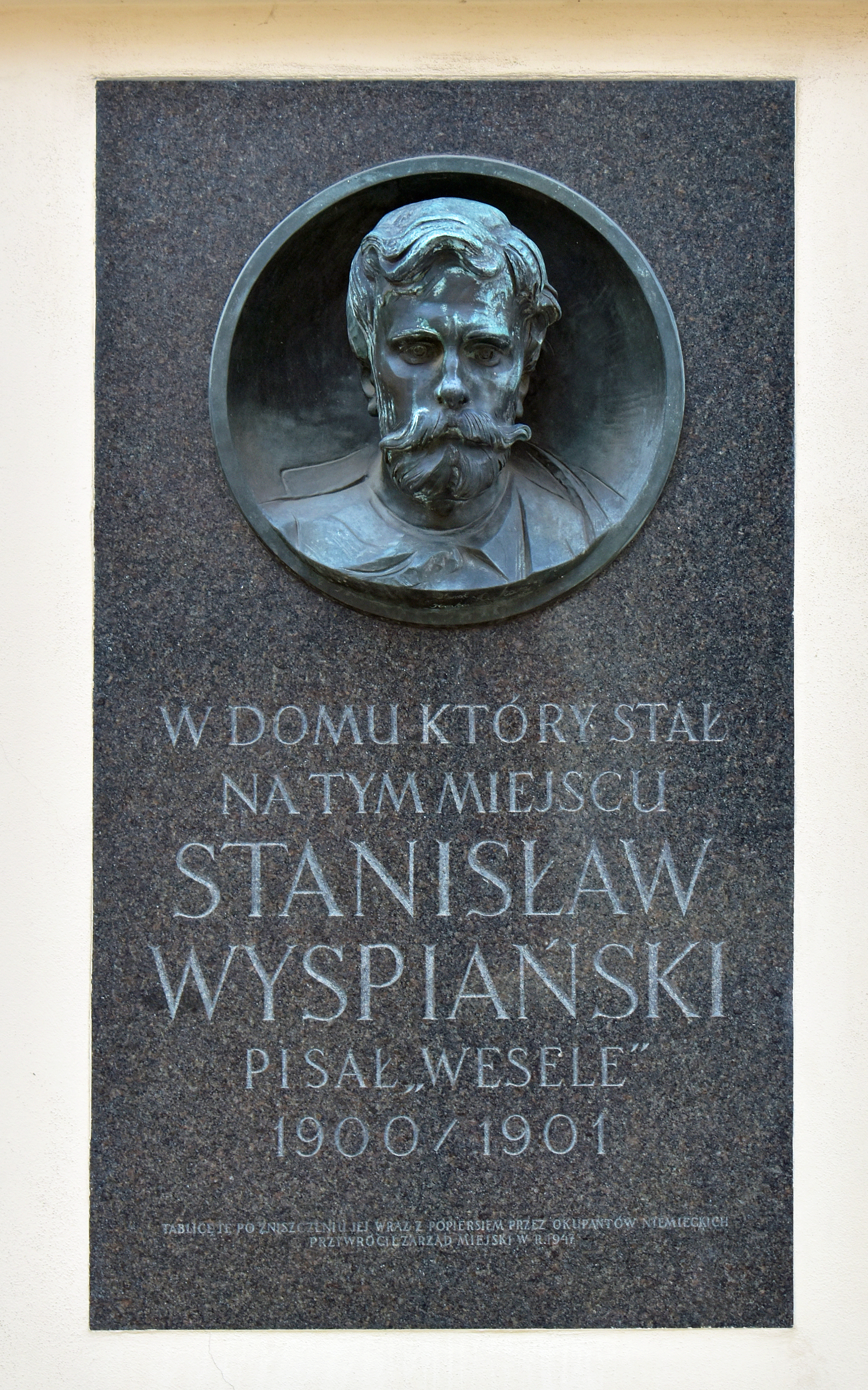
Tablica pamiątkowa Stanisława Wyspiańskiego
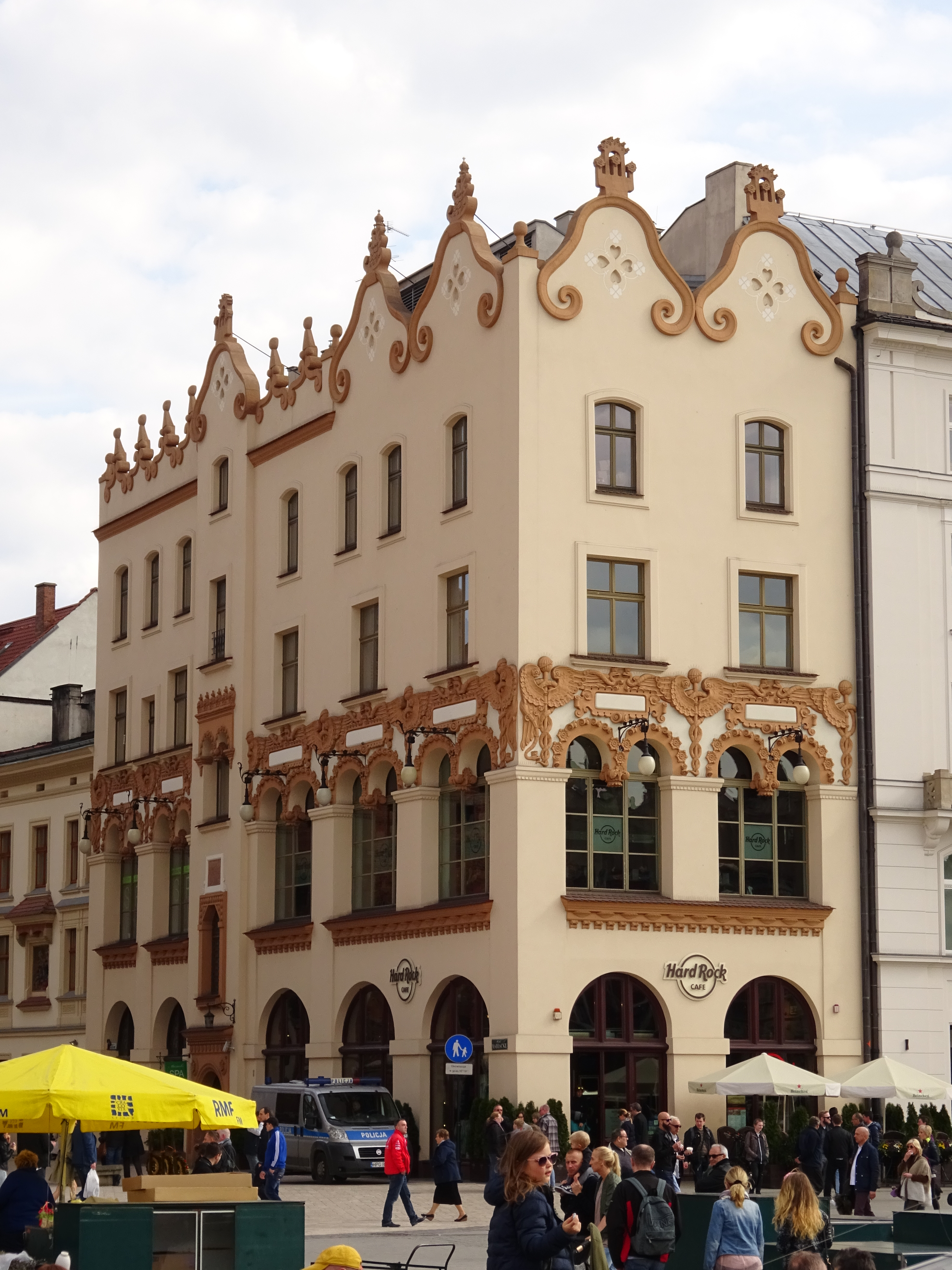
Sezon turystyczny
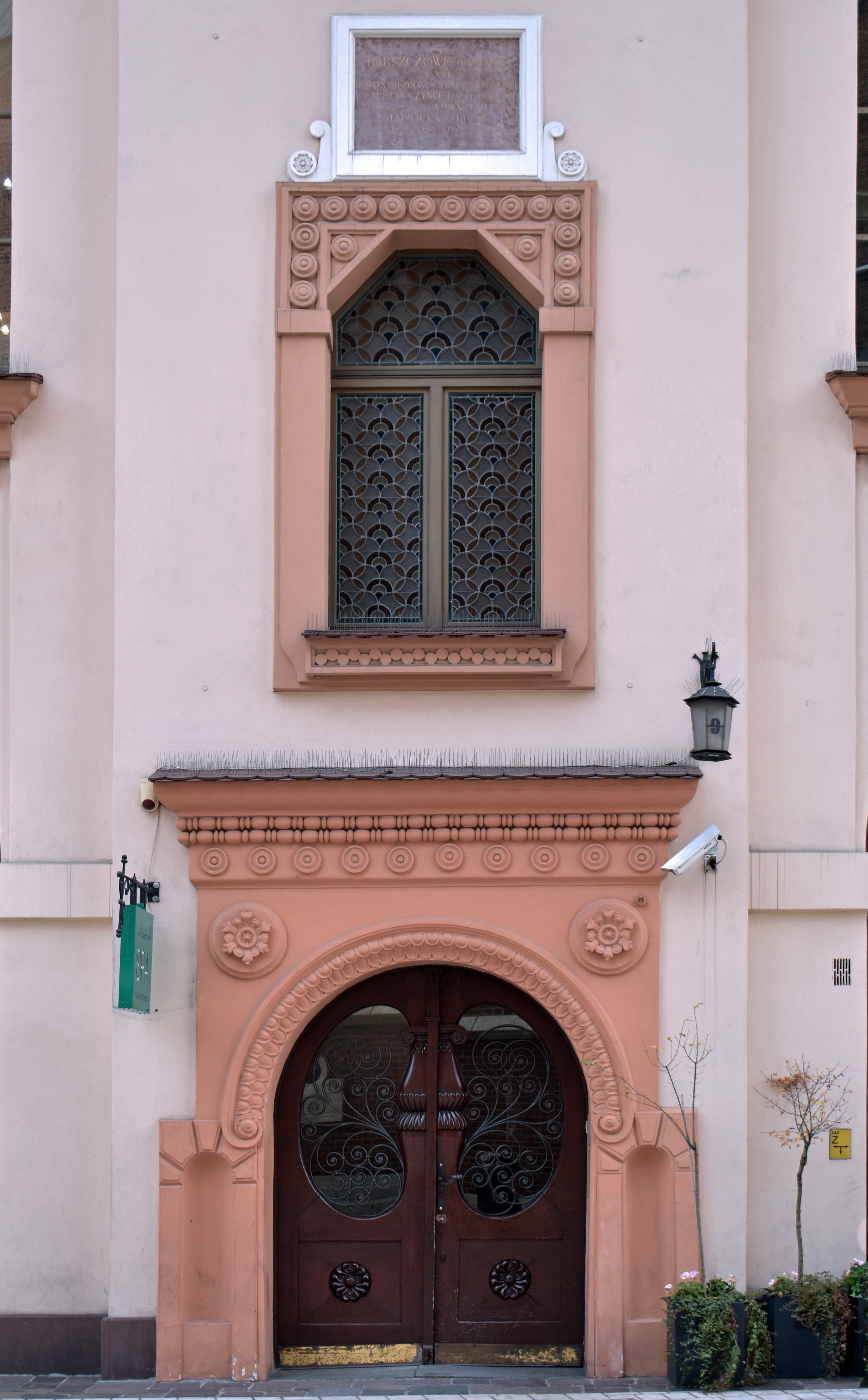
Portal kamienicy

## Źródła
- Waldemar Komorowski, Aldona Sudacka, Rynek Główny w Krakowie, Zakład Narodowy im. Ossolińskich, Wrocław 2008, ISBN 978-83-04-04992-5.
- Praca zbiorowa: Encyklopedia Krakowa, Wydawnictwo Naukowe PWN, Warszawa-Kraków 2000, ISBN 83-01-13325-2